# 武雄郵便局
武雄郵便局（たけおゆうびんきょく）は佐賀県武雄市にある郵便局。民営化前の分類では集配普通郵便局であった。

## 概要
住所：〒843-8799 佐賀県武雄市武雄町武雄5599

## 沿革
- 1872年8月4日（明治5年7月1日） - 柄崎（つかざき）郵便取扱所として開設[1]。
- 1875年（明治8年）1月1日 - 柄崎郵便局（五等）となる。
- 1881年（明治14年）9月16日 - 為替取扱を開始。同年11月6日より貯金取扱を開始。
- 1889年（明治22年）10月21日 - 柄崎郵便電信局となる。電信業務を開始[2]。
- 1890年（明治23年）4月1日 - 武雄郵便電信局と改称。
- 1903年（明治36年）4月1日 - 通信官署官制の施行に伴い武雄郵便局となる。
- 1905年（明治38年）4月1日 - 電話通話業務を開始。
- 1908年（明治41年）4月1日 - 電話交換業務を開始。
- 1936年（昭和11年）12月11日 - 武雄町十間堀に新築移転。
- 1949年（昭和24年）6月1日 - 武雄電報電話局を分離。
- 1958年（昭和33年）5月1日 - 電話通話および和文電報受付事務の取扱を開始[3]。
- 1962年（昭和37年）5月 - 局舎新築落成。
- 1991年（平成3年）10月1日 - 外国通貨の両替および旅行小切手の売買に関する業務取扱を開始。
- 2007年（平成19年）2月4日 - 若木郵便局、西川登郵便局、北方郵便局、三間坂郵便局、大町郵便局から集配業務を移管[4]。
- 2007年（平成19年）10月1日 - 民営化に伴い、併設された郵便事業武雄支店に一部業務を移管。
- 2012年（平成24年）10月1日 - 日本郵便株式会社の発足に伴い、郵便事業武雄支店を武雄郵便局に統合。

## 取扱内容
- 郵便、印紙、ゆうパック、内容証明
- 貯金、為替、振替、振込、国際送金、外貨両替・トラベラーズチェック、国債、投資信託
- 生命保険、バイク自賠責保険
- 地方公共団体事務（武雄市ごみ袋の販売）
- ゆうちょ銀行ATM
- 武雄市内・杵島郡および藤津郡の一部地域の郵便集配業務
- ゆうゆう窓口

## 周辺
- 武雄市役所
- 武雄温泉駅
- 武雄市文化会館
- 佐賀県立武雄青陵中学校・武雄高等学校
- 武雄温泉

## アクセス
- JR佐世保線 武雄温泉駅から徒歩約12分
- 祐徳バス 武雄市役所前停留所、または武雄高校前停留所下車
- JR九州バス 武雄市役所前停留所下車
- 長崎自動車道 武雄北方ICから南西へ約4km
- 西九州自動車道 武雄南ICから北東へ約6.5km
- 国道34号沿い
- 駐車場あり：19台

## その他
- 当局敷地内にあるポストの上には武雄温泉楼門のミニチュアが取り付けられている。